# Deutella incerta
Deutella incerta är en kräftdjursart som först beskrevs av Mayer 1903.  Deutella incerta ingår i släktet Deutella och familjen Pariambidae. Inga underarter finns listade i Catalogue of Life.